# U-255
Unterseeboot 255 foi um submarino alemão do Tipo VIIC, pertencente a Kriegsmarine que atuou durante a Segunda Guerra Mundial.

## Comandantes
| Comandante             | Data                                        |
| ---------------------- | ------------------------------------------- |
| Kptlt. Reinhart Reche  | 29 de novembro de 1941 - 6 de junho de 1943 |
| Oblt. Erich Harms      | 7 de junho de 1943 - agosto de 1944         |
| Oblt. Helmuth Heinrich | 2 de março de 1945 - 17 de maio de 1945     |

## Subordinação
Durante o seu tempo de serviço, esteve subordinado às seguintes flotilhas:
| Período                                       | Flotilha                                  |
| --------------------------------------------- | ----------------------------------------- |
| 29 de novembro de 1941 - 30 de junho de 1942  | 8. Unterseebootsflottille (treinamento)   |
| 1 de julho de 1942 - 31 de maio de 1943 1     | 1. Unterseebootsflottille (serviço ativo) |
| 1 de junho de 1943 - 30 de novembro de 1943 1 | 3. Unterseebootsflottille (serviço ativo) |
| 1 de dezembro de 1943 - 1 de setembro de 1944 | 7. Unterseebootsflottille (serviço ativo) |
| 1 de março de 1945 - 8 de maio de 1945 1      | 3. Unterseebootsflottille (-)             |

## Operações conjuntas de ataque
O U-255 participou das seguinte operações de ataque combinado durante a sua carreira:
- Rudeltaktik Eisteufel (1 de julho de 1942 - 12 de julho de 1942)
- Rudeltaktik Nebelkönig (7 de agosto de 1942 - 9 de agosto de 1942)
- Rudeltaktik Nordwind (24 de janeiro de 1943 - 4 de fevereiro de 1943)
- Rudeltaktik Taifun (2 de abril de 1943 - 4 de abril de 1943)
- Rudeltaktik Eisbär (4 de abril de 1943 - 15 de abril de 1943)
- Rudeltaktik Preussen (9 de março de 1944 - 22 de março de 1944)